# Kecskemét
Kecskemét (tyska: Ketschkemet) är en stad i provinsen Bács-Kiskun i centrala Ungern. Staden är huvudort i provinsen Bács-Kiskun. Kecskemét hade 110 687 invånare (2019). Invånarantalet gör staden till Ungerns åttonde största.
Staden ligger ungefär mittemellan huvudstaden Budapest och landets tredje största stad Szeged, med cirka 86 kilometer till bägge städerna. Den viktiga motorvägen M5 passerar Kecskemét.